# Campionato del mediterraneo di scherma 2025
Il Campionato del mediterraneo di scherma del 2025 ("2025 Mediterranean Fencing Championships") è stato organizzato dalla Confederazione europea di scherma e si è svolto ad Orsera in Croazia dal 25-27 gennaio.
Nella categoria cadetti del fioretto hanno trionfato l'italiano Riccardo Mancini, che ha sconfitto in finale il connazionale Giuseppe Di Martino, e l'italiana Sofia Mancini, che ha battuto all'ultimo incontro l'iberica Martina Ros Vinas.
Nella spada hanno vinto l'italiano Daniel Ferro, che ha battuto in finale il connazionale Andrea Supino, e l'italiana Flavia Verri, che ha sconfitto la connazionale Clara De Donno.
Infine, nella competizione di sciabola hanno trionfato l'italiano Mattia Bottega, che ha sconfitto il transalpino Charles-Alexandre Tori, e l'italiana Greta Vinci, che ha battuto la connazionale Ginevra Bigagli.
Nella competizione maschile a squadre la nazionale italiana ha prevalso nella finale contro la Slovenia, con la Spagna che si è aggiudicata il bronzo, mentre nella competizione femminile a squadre la nazionale italiana ha vinto contro la Spagna, con la Serbia sul gradino più basso del podio.

## Podi

### Cadetti

#### Uomini
| Specialità  | Oro                                                | Argento                                  | Bronzo                                                           |
| Individuali |                                                    |                                          |                                                                  |
| Fioretto    | Riccardo Mancini                                   | Giuseppe Di Martino                      | Tommaso Candeago Luca Guidi                                      |
| Spada       | Daniel Ferro                                       | Andrea Supino                            | Marcos Álvarez Aparicio Maks Krivec Križ                         |
| Sciabola    | Mattia Bottega                                     | Charles-Alexandre Tori                   | Jacopo Sciullo Vittorio Pellegatta                               |
| A squadre   |                                                    |                                          |                                                                  |
| Mista       | Andrea Bossalini Giuseppe Di Martino Emanuel Manzo | Tilen Zore Alexander Hajdin Jurij Kajfež | Marcos Álvarez Aparicio Etienne Lloret Lacomba Mateo Paul Romero |

#### Donne
| Specialità  | Oro                                            | Argento                                                       | Bronzo                                    |
| Individuali |                                                |                                                               |                                           |
| Fioretto    | Sofia Mancini                                  | Martina Ros Vinas                                             | Mélisande Bolore Mila Zorić               |
| Spada       | Flavia Verri                                   | Clara De Donno                                                | Charlotte Loue Julia Rueda Molinero       |
| Sciabola    | Greta Vinci                                    | Ginevra Bigagli                                               | Neja Lebenicnik Clémence Verley           |
| A squadre   |                                                |                                                               |                                           |
| Mista       | Ginevra Bigagli Carola Calogiuri Sofia Mancini | Leire Lobato Rodriguez Martina Ros Vinas Julia Rueda Molinero | Olivera Budišin Magdalena Ćika Mila Zorić |

## Medagliere
| Pos.   | Nazione  | Oro | Argento | Bronzo | Totale |
| ------ | -------- | --- | ------- | ------ | ------ |
| 1      | Italia   | 6   | 4       | 4      | 14     |
| 2      | Francia  | 0   | 1       | 3      | 4      |
| 3      | Spagna   | 0   | 1       | 2      | 3      |
| 4      | Slovenia | 0   | 0       | 2      | 2      |
| 5      | Serbia   | 0   | 0       | 1      | 1      |
| Totale | Totale   | 6   | 6       | 12     | 24     |